# 983-й истребительный авиационный полк ПВО
983-й истребительный авиационный полк ПВО (983-й иап ПВО) — воинская часть истребительной авиации ПВО, принимавшая участие в боевых действиях Великой Отечественной войны.

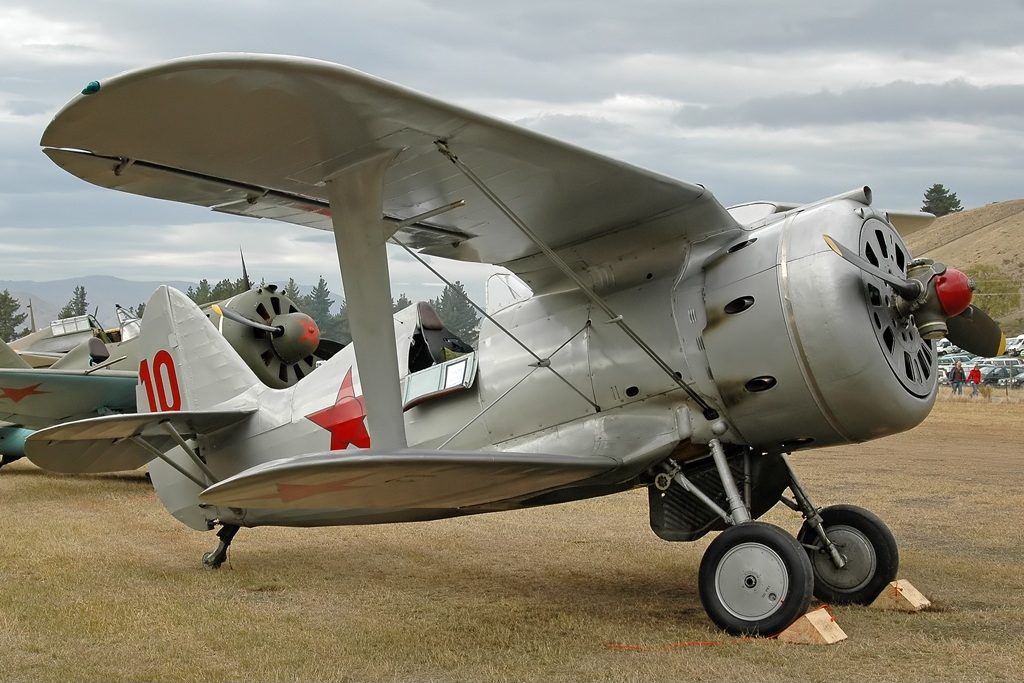
Самолетами И-153 полк был оснащался при формировании.

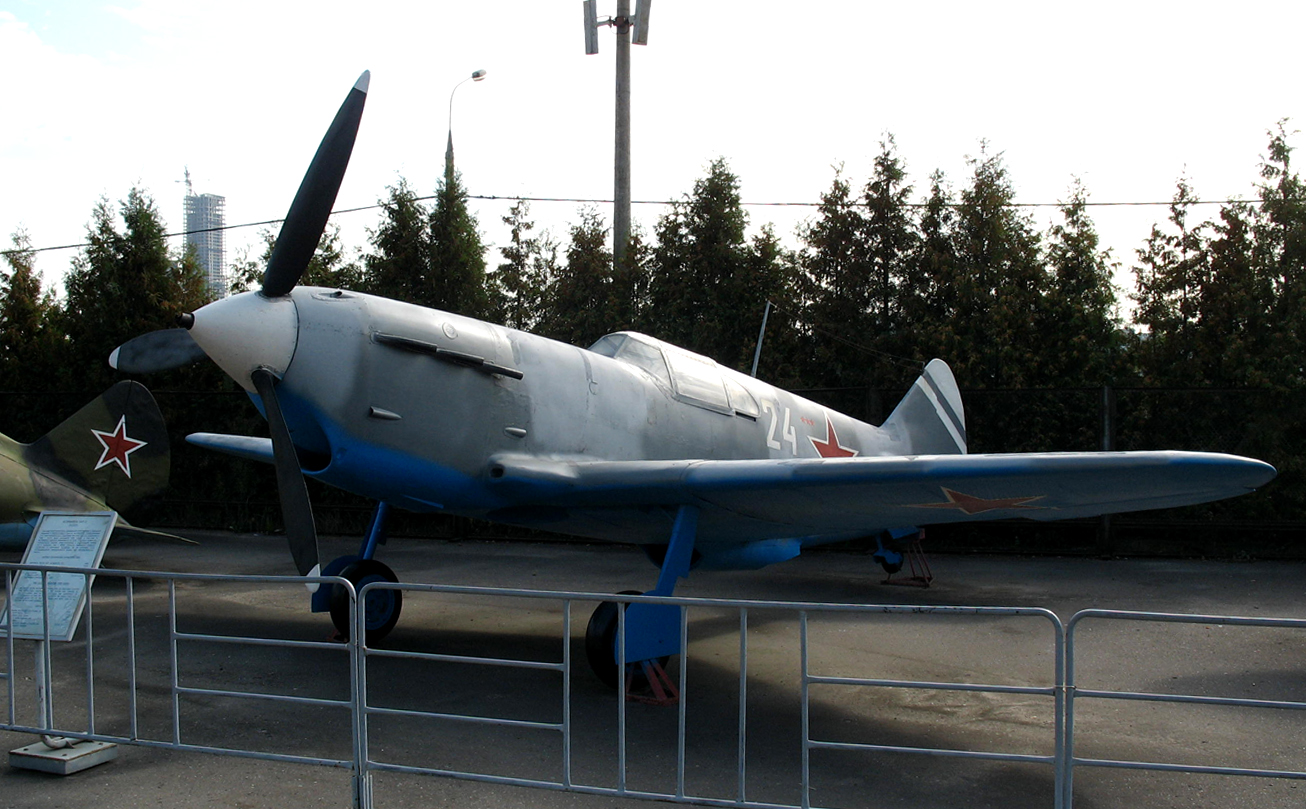
Первый самолёт ЛаГГ-3 полк получил 9 мая 1943 года.

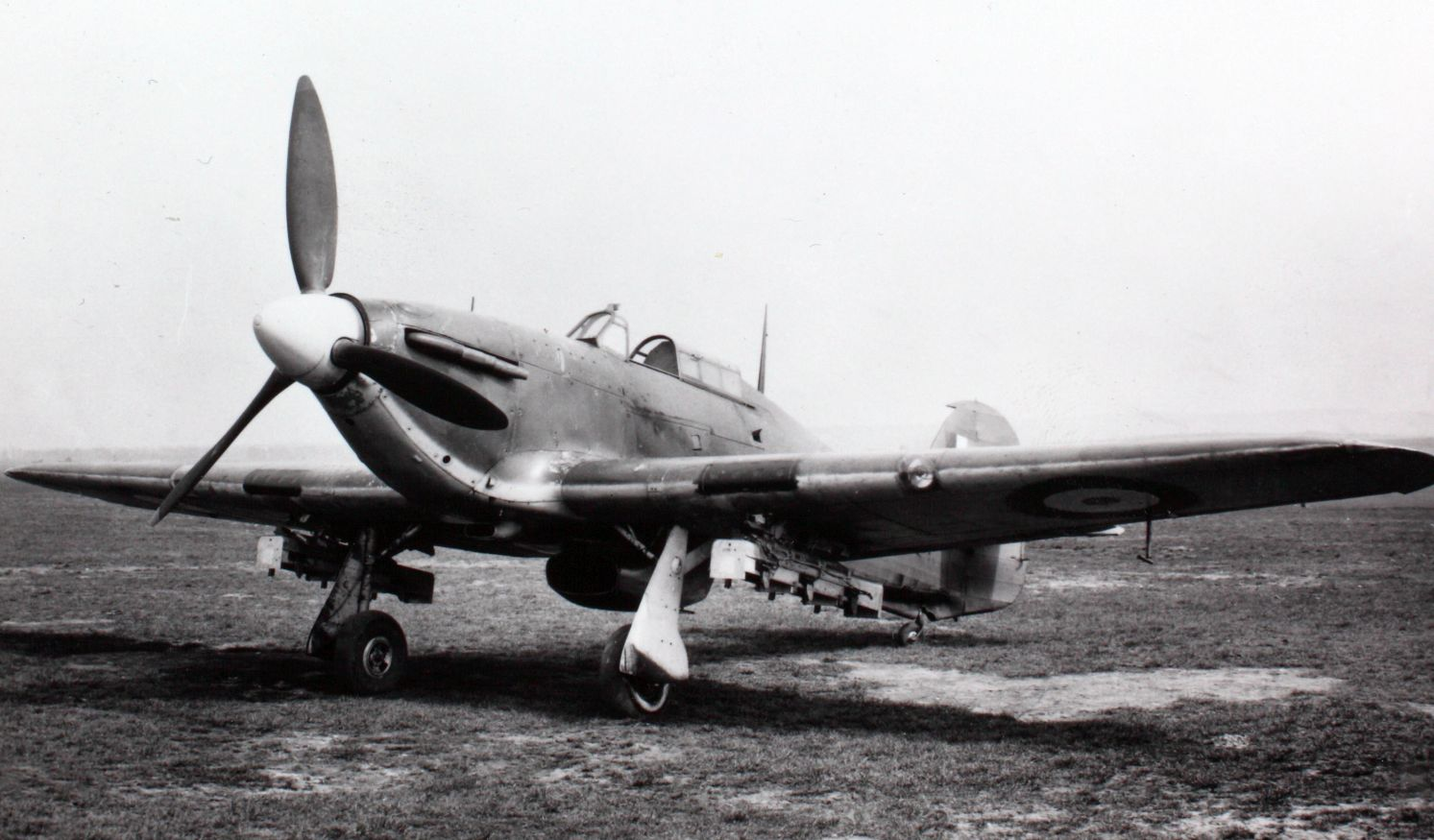
Первый самолёт Hawker Hurricane полк получил к началу 1944 года.

## Наименования полка
- 983-й истребительный авиационный полк ПВО[1].
- 983-й истребительный авиационный полк[1];
- Войсковая часть (полевая почта) 40526[1].

## История и боевой путь полка
983-й истребительный авиационный полк сформирован в период с 22 августа по 6 сентября 1942 года в 298-й истребительной авиадивизии ПВО на аэродроме Солёные озёра (Тбилиси) по штату 015/134 на основе Цнорис-Цхальской военной школы пилотов и 480-го иап на самолётах И-153. Наземный состав прибыл из 20-й военной авиационной школы первоначального обучения (ст. Сальяны).
С 15 сентября по 30 ноября 1942 года полк вел боевую работу на самолётах И-153 в составе 298-й истребительной авиадивизии ПВО Закавказского района ПВО (оперативно подчинялась командованию Закавказского фронта). 298-я истребительная авиационная дивизия выполняла задачи ПВО промышленных и оборонных объектов, транспортных магистралей и политико-административных центров Закавказья. Полк в составе дивизии принимал участие в битве за Кавказ, в Моздок-Малгобекской и Нальчикско-Орджоникидзевской оборонительных операциях, в ходе которых прикрывал боевые порядки, коммуникации и тыловые объекты войск Закавказского фронта.
К 6 ноября 1942 года 983-й истребительный авиационный полк ПВО перебазирован на аэродром Вазиани (район Тбилиси) и имел 22 боеготовых экипажа на И-153, а 16 апреля 1943 года полк перебазировался на аэродром Гардабани.
9 мая 1943 года полк получил первый ЛаГГ-3. 29 июня 1943 года вместе с дивизией полк вошел в состав войск Закавказской зоны ПВО вновь образованного Восточного фронта ПВО. 6 августа в полк пришло пополнение, всего полк насчитывал 50 летчиков, из них молодых — 29 человек. 15 сентября в полк поступило 26 ЛаГГ-3, полк начал переучивание на новый самолёт. В ноябре 1943 года полк перебазирован на аэродром Натахтари. К 9 декабря введено в строй 25 экипажей на ЛаГГ-3 днем и 9 ночью.
На 1 января 1944 года полк имел в своем составе 28 боеготовых экипажей на ЛаГГ-3 днем и 11 ночью. Полк получил первый Харрикейн. До конца 1944 года полк летал на ЛаГГ-3.
В апреле 1944 года в связи с реорганизацией войск ПВО страны вместе с 298-й истребительной авиадивизией ПВО включен в состав войск Закавказского фронта ПВО (образован на базе Закавказской зоны ПВО). С 30 сентября 1944 года боевая задача дивизии изменилась. Дивизия во взаимодействии со 2-й и 8-й отдельными бригадами ПВО и Грозненского района ПВО прикрывает военно-промышленные объекты в зоне Тбилиси-Батуми-Грозный. Полку поставлена боевая задача прикрывать город Грозный, с октября полк базировался на аэродроме Грозный.
День Победы 9 мая 1945 года полк встретил на аэродроме Грозный.
Всего в составе действующей армии полк находился: с 10 сентября 1942 года по 30 марта 1943 года.

## Командир полка
- капитан, майор, подполковник Ильюшенко Филипп Васильевич, с 26.01.1943 г.[5]
- подполковник Данилов Иван Прокофьевич. Врид.

## Послевоенная история полка
После войны полк продолжал входить в состав 298-й истребительной авиационной дивизии ПВО 99-й дивизии ПВО войск ПВО страны. 9 сентября 1945 года на основании Директивы Генерального Штаба № орг/3/86634 от 27 августа 1945 года полк вместе с дивизией был расформирован в составе 99-й дивизии ПВО войск ПВО страны.

## Происшествия
- 6 августа 1943 года катастрофа самолёта И-153. Командир экипажа заместитель командира эскадрильи старший лейтенант Вовк во время вылета по тревоге ночью потерял пространственную ориентировку и потерпел катастрофу.